# Saurogobio
Saurogobio is een geslacht van straalvinnige vissen uit de familie van karpers (Cyprinidae).

## Soorten
- Saurogobio dabryi Bleeker, 1871
- Saurogobio dumerili Bleeker, 1871
- Saurogobio gracilicaudatus Yao & Yang, 1977
- Saurogobio gymnocheilus Lo, Yao & Chen, 1998
- Saurogobio immaculatus Koller, 1927
- Saurogobio lissilabris Bãnãrescu & Nalbant, 1973
- Saurogobio xiangjiangensis Tang, 1980